# Lacrouzette
Lacrouzette är en kommun i departementet Tarn i regionen Occitanien i södra Frankrike. Kommunen ligger i kantonen Roquecourbe som tillhör arrondissementet Castres. År 2022 hade Lacrouzette 1 533 invånare.

## Befolkningsutveckling
Antalet invånare i kommunen Lacrouzette
| Referens: INSEE |